# サッカールクセンブルク女子代表
サッカールクセンブルク女子代表（サッカールクセンブルクじょしだいひょう）は、ルクセンブルクサッカー連盟(フランス語: Fédération Luxembourgeoise de Football、ドイツ語: Luxemburg Fußballverband, 略称：FLF)によって編成されるサッカーのナショナルチーム。欧州サッカー連盟(UEFA)に所属している。2003年に代表が結成され、2008年に初めて公式な国際試合を行った。
女子ワールドカップ、オリンピックともに出場はない。

## ワールドカップの成績
代表が結成された2003年以降の成績を記す。
- 2003 - 不参加
- 2007 - 不参加
- 2011 - 不参加
- 2015 - 予選敗退

## オリンピックの成績
代表が結成された2003年以降の成績を記す。
- 2004 - 不参加
- 2008 - 不参加
- 2012 - 不参加

## UEFA欧州女子選手権の成績
代表が結成された2003年以降の成績を記す。
- 2005 - 不参加
- 2009 - 予選敗退
- 2013 - 予選敗退

## FIFAランキング
- 最新順位 - 116位(2024年8月)
- 初登場 - 70位(2006年12月)
- 最高順位 - 70位(2006年12月)
- 最低順位 - 122位(2021年8月)

出典: FIFA Women's Ranking